# Happy Hour!
Happy Hour! és una compilació de la banda californiana de punk rock The Offspring publicada exclusivament al Japó el 4 d'agost de 2010. Fou el primer treball de la banda no publicat als Estats Units.
L'àlbum inclou versions en directe i remescles de cançons provinents dels àlbums d'estudi Smash, Ixnay on the Hombre, Americana, Conspiracy of One i Splinter, però no de Rise and Fall, Rage and Grace malgrat que Happy Hour! fou llançat dos anys després. També hi apareixen cançons de bandes sonores, diverses cares-B, i versions cover de cançons d'altres bandes com The Buzzcocks, Iggy & The Stooges, T.S.O.L., Billy Roberts i AC/DC.

## Llista de cançons
Totes les cançons foren escrites i compostes per Dexter Holland excepte les indicades. 
| Núm.          | Títol                                                          | Aparició original                               | Durada |
| ------------- | -------------------------------------------------------------- | ----------------------------------------------- | ------ |
| 1.            | «Come Out And Play» (directe)                                  | Senzill "(Can't Get My) Head Around You" (2004) | 3:11   |
| 2.            | «Pretty Fly (for a White Guy)» (directe)                       | Senzill "The Kids Aren't Alright" (1999)        | 3:05   |
| 3.            | «All I Want» (directe)                                         | Senzill "She's Got Issues" (1999)               | 2:07   |
| 4.            | «Gone Away» (directe)                                          | Senzill "Original Prankster" (2001)             | 4:17   |
| 5.            | «Staring at the Sun» (directe)                                 | Senzill "Million Miles Away" (2001)             | 2:27   |
| 6.            | «Hit That» (Live)                                              | Senzill "(Can't Get My) Head Around You" (2004) | 2:47   |
| 7.            | «Gotta Get Away» (directe)                                     | Senzill "(Can't Get My) Head Around You" (2004) | 3:47   |
| 8.            | «Dammit, I Changed Again» (directe)                            | Senzill "Million Miles Away" (2001)             | 2:55   |
| 9.            | «D.U.I.»                                                       | Senzill "Gone Away" (1997)                      | 2:30   |
| 10.           | «Beheaded (1999)»                                              | BSO Idle Hands (1999)                           | 2:41   |
| 11.           | «Sin City» (cover de AC/DC)                                    | Senzill "Million Miles Away" (2001)             | 4:27   |
| 12.           | «I Got A Right» (cover de The Stooges)                         | Senzill "The Meaning of Life" (1997)            | 2:22   |
| 13.           | «Hey Joe» (cover de Billy Roberts)                             | Senzill "Gone Away" (1997)                      | 2:39   |
| 14.           | «80 Times» (cover de T.S.O.L.)                                 | Senzill "Want You Bad" (2000)                   | 2:07   |
| 15.           | «Autonomy» (cover de Buzzcocks)                                | Senzill "Want You Bad" (2000)                   | 2:36   |
| 16.           | «Want You Bad» (Blag Dahlia Remix)                             | Senzill "Million Miles Away" (2001)             | 3:10   |
| 17.           | «Why Don't You Get a Job?» (The Baka Boyz Remix)               | Senzill "Why Don't You Get a Job?" (1999)       | 4:21   |
| 18.           | «Million Miles Away» (Apollo 440 Remix)                        | Senzill "Million Miles Away" (2001)             | 4:01   |
| 19.           | «Pretty Fly (for a White Guy)» (The Baka Boyz Low Rider Remix) | Senzill "She's Got Issues" (1999)               | 3:03   |
| Durada total: | Durada total:                                                  | Durada total:                                   | 58:33  |

## Posicions en llista
| Llista (2010/2011) | Posició |
| ------------------ | ------- |
| Finlàndia          | 76      |
| Japó               | 21      |
| Nova Zelanda       | 92      |
| Països Baixos      | 85      |
| Suïssa             | 43      |

## Personal
The Offspring
- Greg K. – baix, veus addicionals
- Dexter Holland – cantant, guitarra rítmica, piano
- Noodles – guitarra principal, veus addicionals
- Ron Welty – bateria, percussió (excepte "Hit That")
- Atom Willard – bateria, percussió a "Hit That"